# Митрополит скопски Доситеј
Доситеј (световно Димитрије Стојковић; Смедерево, 7. децембар 1906 — Скопље, 20. мај 1981) био је митрополит скопски, почевши од 1959. године, када је устоличен у Скопљу од стране српског патријараха Германа, а на тој служби је остао све до 1967. године, када је ушао у раскол са Српском православном црквом, ступивши на чело неканонске Македонске православне цркве. Претходно је обављао службу викарног епископа у Архиепископији београдско-карловачкој, са насловом епископ топлички, од 1951. до 1959. године. Након ступања у раскол 1967. године, у више наврата је одбијао позиве на помирење и предлоге за проналажење канонски прихватљивих решења, оставши све до смрти у расколу са Православном црквом.

## Биографија
Доситеј (Димитрије Стојковић) рођен је 7. децембра 1906. године у Смедереву од оца Лазара и мајке Софије. Стојковићи су били пореклом из околине Маврова. Основну школу и гимназију је завршио у Београду. У Сремским Карловцима је 1922. године започео богословију, а завршио је 1937. године у Битољу. Замонашен је 1924. године у манастиру Свете Пречисте код Кичева. Од 1924. до 1932. године био је сабрат манастира Хиландара, а по повратку Грачанице. Дипломирао је на Богословском факултету у Београду (1942). Од 1947. године управник је Патријаршијског двора у Сремским Карловцима, а 1948. године изабран је за архимандрита.

### Делатност у оквиру СПЦ
Свети архијерејски сабор Српске православне цркве изабрао је 1951. године архимандрита Доситеја Стојковића за викарног епископа у Архиепископији београдско-карловачкој, са насловом епископ топлички. На дан своје хиротоније, новоизабрани епископ Доситеј, осврћући се на свој боравак у Хиландару, рекао је:
| „ | То свето место, које ми је најмилије од свега на овоме свету и кога се и у овом моменту сећам, јесте српска царска лавра Хиландар, највећа наша српска светиња у Светој Гори, задужбина Светог Саве и његовог оца Стевана Немање, преподобног Симеона Мироточивог... Из свега овога вама је јасно да ја немам неки свој програм рада, већ исти програм који је први српски архиепископ Свети Сава из манастира Хиландара донео и кога се наша света Црква и данас држи. | ” |

Недуго по избору за викарног епископа, Доситеј је био уплетен у преговоре око решавања спорних црквених питања у Македонији. Већ крајем 1951. године, представници „Иницијативног одбора” из Скопља затражили су од српског патријарха Викентија да скопског митрополита Јосифа Цвијовића, коме од стране режима годинама није било дозвољавано да посети своју епархију, премести на другу дужност, а да се на његово место постави управо викарни епископ Доситеј. Иако овом предлогу није могло бити удовољено, исти захтеви су понављани и током наредних година, наилазећи на све израженију подршку режима.
Дана 4. октобра 1958, на тзв. Другом црквено-народном сабору у Охриду, викарни епископ Доситеј је неканонски изабран за „архиепископа охридског и скопског и митрополита македонског”. Напустивши своју редовну дужност у Београду, Доситеј се ставио на чело „Македонске православне цркве”. Устоличење Доситеја за митрополита македонског обавили су „цивили и обични свештеници” 12. октобра 1958. године у скопском храму Св. Мине.
Упркос неканонском избору, под притиском комунистичке власти, Свети архијерејски сабор Српске православне цркве је на свом засједању од 3. до 19. јуна 1959. године накнадно признао и изабрао Доситеја за митрополита скопског. Истовремено, озваничен је и избор Климента Трајковског за епископа преспанско-битољског. У првом тренутку се чинило да ће новоизабрани митрополит Доситеј поштовати канонски поредак. Свечано је у Скопљу дочекао српског патријарха Германа Ђорића и заједно са њим је 19. јуна 1959. године у скопском храму Свети Мина извршио хиротонију новоизабраног епископа Кирила Трајковског.
Међутим, непосредно након патријарховог одласка, митрополит Доситеј и епископ Климент су 26. јула 1959. године у Штипу, без претходне сагласности СПЦ извршили хиротонију архимандрита Наума Димовског за новог епископа злетовско-струмичког, након чега је створен и трочлани архијерејски синод аутономне Православне цркве у НР Македонији. Ради очувања мира, СПЦ је ове одлуке накнадно озваничила, пошто се митрополит Доситеј претходно обавезао да ће извесне неправилности у Уставу МПЦ бити отклоњене.

### Македонска православна црква
Већ током наредних година се показало да је стицање аутономије био само међукорак ка обнављању захтева за стицањем аутокефалности. На тзв. Трећем црквено-народном сабору, који је одржан 1967. године у Охриду, неканонски је проглашена аутокефалност Македонске православне цркве, што је довело до отвореног раскола будући да такав потез није признала Српска православна црква нити остале помјесне цркве. Убрзо, под канонски црквени суд стављен је митрополит скопски Доситеј заједно са осталим епископима Православне цркве у Македонији.
Током наредних година у више наврата су вођени преговори око измирења, али без успеха. Доситеј Стојковић је умро 20. маја 1981. године у Скопљу као расколник, неизмирен са Православном црквом.